# Yo Yo (Mika)
Yo Yo è un singolo del cantante anglo-libanese Mika, pubblicato il 13 maggio 2022.

## Descrizione
Mika ha descritto il brano attraverso la seguente dichiarazione:

## Promozione
Pubblicato immediatamente a ridosso della finale dell'Eurovision Song Contest 2022, il singolo è stato inserito all'interno del medley con cui l'artista si è esibito nel corso dell'evento.

## Video musicale
Il videoclip è stato pubblicato il 10 giugno 2022 attraverso il canale YouTube del cantante.

## Tracce
Testi e musiche di Michael Holbrook Penniman Jr., Wayne Hector e Renaud Rebillaud.
1. Yo Yo – 3:32